# J. J. Abdalla
José João Abdalla, conhecido como J. J. Abdalla (Guaratinguetá, 16 de setembro de 1903 — São Paulo, 13 de outubro de 1988), foi um banqueiro, empresário, industrial, latifundiário, construtor e político brasileiro de ascendência libanesa.
Formado em medicina, criou o Grupo JJ Abdalla, império industrial, financeiro, imobiliário, agropecuário, e minerador. Respondeu a mais de 500 processos por irregularidades empresariais, crimes contra a economia popular e das leis trabalhistas. Abdalla ficou mais conhecido por ser chamado de "mau patrão" pela imprensa paulista por conta das irregularidades trabalhistas que culminaram na grande greve ocorrida em uma de suas empresas, a Companhia Brasileira de Cimento Portland Perus. Uma das mais longevas do país, a greve da fábrica de cimento Perus durou sete anos e terminou com Abdalla sendo condenado a indenizar os trabalhadores enquanto o governo brasileiro descobriu em 1969 que as empresas do Grupo Abdalla não recolhiam impostos regularmente, culminando em um longo processo e várias prisões (1969, 1973 e 1975) e confiscos de seus bens (1964, 1973, 1975 e 1976).

## Biografia

### Industrial
Emblemático empreendedor do setor têxtil brasileiro, tornou-se famoso por adquirir fiações e tecelagens em todo o país e formar o maior complexo do setor no Brasil. Suas fábricas foram pioneiras no desenvolvimento industrial de grandes cidades paulistas, como Guaratinguetá, Jundiaí, Americana e Itatiba. Suas empresas de destaque, Argos Industrial e Tecelagem Japi, foram as pioneiras da industrialização em Jundiaí e chegaram a empregar mais da metade da força de trabalho da cidade na década de 1920.
Foi também um do maiores investidores e incentivadores dos setores de metalurgia e mineração no Brasil, não apenas realizando sólidos investimentos em ambos, como também trazendo do exterior grandes investidores mundiais. No norte do Paraná, instalou, em sociedade com a então estatal Companhia Vale do Rio Doce, a Companhia Mineração da Ribeira. Com Eloy Chaves, construiu em Cajamar a Fábrica de Artefatos de Ferro (FAF), que foi uma das mais importantes fornecedoras da malha ferroviária nacional e criou a transnacional Socal Mineração e Intercâmbio, que realizava comércio de produtos e serviços de engenharia e mineração de não-ferrosos com empresas norte-americanas e européias.
A maior e mais importante indústria de J.J. Abdalla foi também a primeira fabricante de cimento do Brasil. A Brasilian Portland Cement foi adquirida por Abdalla em 1950 e controlava pedreiras, usinas, minas e ferrovias que empregaram milhares de pessoas.
Manteve grandes negócios agroindustriais, como a Cia. Brasileira de Óleos Minerais, no estado de Minas Gerais, o matadouro de suínos Frigorífico Guapeva e o beneficiamento de trigo Moinho Jundiaí, ambos em Jundiaí, e a produtora de açúcar e álcool Usina São José, em Igarassu.
Seus investimentos no setor energético eram representados pela Usina Miranda.[carece de fontes?]

### Banqueiro
Como um dos homens mais ricos do Brasil e dono de um gigantesco império industrial, acompanhou a tendência de montar seu próprio banco para atuar como braço financeiro de suas empresas. Em 1942 fundou o Banco Interestadual que, devido à sua influência política, conseguiu assumir carteiras de crédito imobiliário nos programas de construção pública no Rio de Janeiro e em São Paulo.
Abdalla conseguiu, através dos negócios de seu banco com o governo, envolver também suas empresas imobiliárias e suas fábricas de materiais de construção, especialmente cal e cimento, nos maiores projetos de infraestrutura do Brasil à época. Acredita-se que esses negócios possam ter multiplicado por 10 o tamanho do Grupo JJ Abdalla, além de terem permitido a ele ser o maior proprietário de terras do estado de São Paulo durante décadas.
O crescimento do Banco Interestadual aumentou o interesse de seu dono na área financeira e, em 1958, ele criou mais um banco, o Banco da Capital, localizado em São Paulo e direcionado a operações de crédito pessoal e financiamento do comércio.
Além dos bancos que fundou, Abdalla chegou a ser sócio do Banco Comind, fundado e controlado pela família de sua esposa.

### Latifundiário
Dono de vastas extensões de terras em todo o Brasil, começou a explorar a agricultura e a pecuária na década de 1930.
Grande produtor de café, cana-de-açúcar, eucalipto e gado bovino de corte, teve como principais propriedades rurais a Fazenda Rio Pardo, em Avaré, a Fazenda do Caminho, em Cajamar e a Fazenda Jacutinga, no Rio de Janeiro, sendo esta uma referência na cafeicultura brasileira.
Há muitas controvérsias sobre as imensas propriedades rurais de J.J. Abdalla, as principais delas ainda em poder de seus herdeiros. O empresário é historicamente reconhecido como grileiro de terras mas, apesar dos vários processos que enfrentou, nunca foi condenado por este crime.

### Político
Foi vereador, presidente da câmara e prefeito do município de Birigui antes de ser nomeado deputado estadual e federal pelo estado de São Paulo. Foi também Secretário do Trabalho, Indústria e Comércio de São Paulo no governo de Ademar de Barros. Teve seu mandato e direitos políticos cassados por corrupção em 13/06/1964 pelo Ato Institucional nº1.

### Sonegação
Em 1969 um inquérito federal averiguou que nenhuma das 32 empresas do holding recolhiam seus impostos, ao invés disso repassavam o valor para a CIBRAPE, um dos braços financeiros do grupo, que era responsável pela sonegação. Teve sua prisão decretada em decorrência deste evento, e várias empresas foram confiscadas nos anos seguintes.